# 蒼乃ありす
蒼乃 ありす（あおの ありす）は、日本の女優・モデル。

## 人物
兵庫県明石市出身。
友人に勧められ講談社主催の「ミスiD2017」に応募。2016年7月15日にセミファイナリストに選出されたことが発表された。
当時会社勤めをしていたが、ミスiDへの応募がきっかけとなりスカウトを受け当時の事務所に入所した。
アクトレスガールズというプロレスを利用したエンターテインメント団体に所属し、2024年8月14日にデビュー。

## 出演

### 映画
- 欲望の怪物（2019年）- 野本役
- 浅草花やしき探偵物語〜神の子は傷ついて〜（2020年7月）- 美里役
- 恋の墓（2020年9月）- お水ちゃんの友達役
- 無顔（2021年）- 明美役 (日本初移動式立体多重音響型お化け屋敷 「無顔」のティザームービー[2])
- 下町任侠伝 鷹 3,4 - 受付嬢役
- アイドルスナイパーダブル（2023年）- 本郷レナ役(主演)
- 龍帝外伝《新章》LEGEND OF DRAGON（2024年12月劇場公開、市原剛監督） - 葵 役[3]
- タイムマシンガール（2025年1月）[4]

### ドラマ
- ニコ生ホラー百物語 怨路地ドラマ 第3話「家族」- 姉役
- 心霊マスターテープ 第二話（2020年1月-）- 増本組アシスタント役

### 舞台
- 恋するマリッジセンター（2024年2月）- 愛戸夢（あいとゆめ）役

### 歌唱
- 「ハジマリトオワリ」（2023年9月）- 作曲：横山守／作詞：エンドケイプ（映画「アイドルスナイパーダブル主題歌）[5]
- 「ハナミズキ」cover（2022年）The NFT Recordsより期間限定販売